# バンコマイシン
バンコマイシン (Vancomycin、VCM) は、グリコペプチド系抗生物質のひとつ。
真正細菌の細胞壁合成酵素の基質であるD-アラニル-D-アラニンに結合して細胞壁合成酵素を阻害し、菌の増殖を阻止する働きがある。大部分のグラム陽性菌に殺菌作用をもち、腸球菌に対しては静菌作用がある。
ペニシリン等のβ-ラクタム系抗生物質とは作用機序が異なるため、ほとんどの抗生物質が効かないメチシリン耐性黄色ブドウ球菌 (MRSA) を殺菌できる。このため、過去には最強の抗生物質といわれたこともあった。塩酸バンコマイシンは内服してもほとんど吸収されることがないため、腸などの消化管内の静菌・殺菌に有効である。内服または点滴静注で使用される。点滴静注による急速投与が原因となり、Red neck (Red man) syndromeと呼ばれる皮膚合併症や血圧低下などを来たす場合がある。
腎毒性があるため、投与中は血中濃度を測定し、治療域に維持する投与量にすることが推奨される。腎機能の低下した患者に対する投与は注意が必要であり、薬物動態理論を用いた投与設計を行う。しかし、薬物動態理論を用いた投与設計を日常診療として行うには、感染制御専門薬剤師による助言が必要なことが多く、実際に投与開始時から行っている施設は少ない。一般の病院では、同系統で腎機能障害が軽いとされているテイコプラニン (TEIC) か別の系統であるリネゾリドを用いることになる。この場合には、バンコマイシン耐性の腸球菌に対しても有効なリネゾリドの使用頻度が高くなり、リネゾリド耐性菌が増加する可能性が懸念される。
1956年にイーライリリー・アンド・カンパニーが開発し、メチシリン耐性黄色ブドウ球菌 (MRSA) の治療に用いられてきたが、1986年、イギリスとフランスでバンコマイシンに耐性のある腸球菌 (VRE) の存在が報告され、さらに病原性の高いバンコマイシン低度耐性黄色ブドウ球菌 (VISA) （1996年）とバンコマイシン耐性黄色ブドウ球菌 (VRSA)（2002年）の存在が報告された。

## 薬理作用
細胞壁合成阻害薬に分類される。ムレイン単体生合成を阻害する。同様にムレイン単体生合成を阻害するものにホスホマイシンがある。

## 特徴
MRSA感染が疑われる黄色ブドウ球菌菌血症患者において、ST合剤治療群ではバンコマイシン治療群に比べ、30日死亡率は1.90倍高かった。

## 全合成
キリアコス・コスタ・ニコラウらを含む複数のグループによって、全合成が達成されている。